# Арутюнян, Сурен Гургенович
Сурен Гургенович Арутюня́н (арм. Սուրեն Հարությունյան, 5 сентября 1939 год, Тбилиси — 1 марта 2019, Москва) — армянский государственный и партийный деятель, дипломат.
- 1956—1961 — Ереванский зооветеринарный институт. Учёный-зооветеринар.
- 1977—1980 — учился в Дипломатической академии СССР.
- 1967—1970 — первый секретарь ЦК ЛКСМ Армении.
- 1967—1971, 1985—1991 — был депутатом Верховного совета Армянской ССР.
- 1970—1978 — секретарь ЦК ВЛКСМ.
- 1978—1986 — работал в аппарате ЦК КПСС. Был членом КПСС.
- 1986—1988 — Первый заместитель Председателя Совета Министров Армянской ССР.
- 1988—1990 — первый секретарь ЦК КП Армении.
- С 1990 года был на дипломатической работе. Возглавлял загранучреждение СССР, а затем Российской Федерации в Марокко.
- 1991—1999 — главный советник в министерстве иностранных дел Российской Федерации. Имеет ранги чрезвычайного и полномочного посланника первого класса СССР и чрезвычайного и полномочного посланника первого класса Российской Федерации.
- 1999—2006 — Чрезвычайный и Полномочный Посол Армении в Беларуси, Постоянный полномочный представитель Республики Армения при уставных и других органах СНГ[5].

Награждён двумя орденами «Знак Почёта» и Грамотой Содружества Независимых Государств (2001).
Похоронен в Пантеоне имени Комитаса в Ереване.

## Сочинения
О прошлом и настоящем. — М.: Республика; Современник, 2009. — 399 с., ил. — ISBN 978-5-94668-058-5